# Comuna Feldru, Bistrița-Năsăud
Feldru este o comună în județul Bistrița-Năsăud, Transilvania, România, formată din satele Feldru (reședința) și Nepos.

## Demografie
Componența etnică a comunei Feldru
     Români (93,98%)
     Alte etnii (0,18%)
     Necunoscută (5,84%)
Componența confesională a comunei Feldru
     Ortodocși (64,95%)
     Penticostali (24,38%)
     Greco-catolici (2,94%)
     Baptiști (1%)
     Alte religii (0,7%)
     Necunoscută (6,02%)
Conform recensământului efectuat în 2021, populația comunei Feldru se ridică la 7.378 de locuitori, în scădere față de recensământul anterior din 2011, când fuseseră înregistrați 7.669 de locuitori. Majoritatea locuitorilor sunt români (93,98%), iar pentru 5,84% nu se cunoaște apartenența etnică. Din punct de vedere confesional, majoritatea locuitorilor sunt ortodocși (64,95%), cu minorități de penticostali (24,38%), greco-catolici (2,94%) și baptiști (1%), iar pentru 6,02% nu se cunoaște apartenența confesională.

## Politică și administrație
Comuna Feldru este administrată de un primar și un consiliu local compus din 15 consilieri. Primarul, Ioan-Dan Opriș[*], de la Partidul Social Democrat, este în funcție din 1 noiembrie 2024. Începând cu alegerile locale din 2024, consiliul local are următoarea componență pe partide politice:
|  | Partid                    | Consilieri | Componența Consiliului | Componența Consiliului | Componența Consiliului | Componența Consiliului | Componența Consiliului | Componența Consiliului | Componența Consiliului |
|  | ------------------------- | ---------- | ---------------------- | ---------------------- | ---------------------- | ---------------------- | ---------------------- | ---------------------- | ---------------------- |
|  | Partidul Social Democrat  | 7          |                        |                        |                        |                        |                        |                        |                        |
|  | Partidul Național Liberal | 6          |                        |                        |                        |                        |                        |                        |                        |
|  | Partidul Ecologist Român  | 2          |                        |                        |                        |                        |                        |                        |                        |

## Atracții turistice
- Biserica "Sfinții Arhangheli Mihail și Gavriil" din satul Feldru, construită în anul 1783, în stil de bazilică romană
- Biserica de lemn de pe "Pleșe", Feldru, cu hramul „Sfântul Dumitru”
- Biserica greco-catolică "Valea Secerului", Feldru
- Biserica ortodoxă din satul Nepos
- Muzeul de etnografie și folclor din Feldru
- Casa "Ethnos" din satul Feldru
- Biserica penticostală ''Eben-Ezer''

## Vezi și
- Biserica Sfinții Arhangheli Mihail și Gavriil din Feldru
- Someșul Mare Superior (sit de importanță comunitară inclus în rețeaua europeană Natura 2000 în România).